# La Parodie
La Parodie est une des premières pièces d'Arthur Adamov.
Elle a été écrite en 1947 et créée à Paris, au théâtre Lancry, en juin 1952 dans une mise en scène de Roger Blin.